# Juan de Salcedo
Juan de Salcedo (nacido hacia 1549 - 11 de marzo de 1576) fue un explorador español. Era nieto del explorador español Miguel López de Legazpi y hermano de Felipe de Salcedo, y se le conoce como el último de los conquistadores. De origen novohispano (México), formó con Miguel López de Legazpi y Martín de Goiti, otro novohispano, el grupo principal de conquistadores de las Filipinas en 1565 para la Corona española, además de ser junto a Goiti fundador de la moderna ciudad de Manila.

## Biografía
Juan de Salcedo nació en Nueva España (actual México). Se unió a su abuelo en 1564 en la conquista de las Filipinas que encabezara Miguel López de Legazpi, llegando a las Indias Orientales en 1565. En 1569 acompañó a Martín de Goiti en la conquista de Manila, donde libraron varias batallas contra los gobernantes musulmanes y destruyeron el reino musulmán en 1570-1571.
En Manila, Goiti luchó contra la invasión de 3000 chinos piratas de Lim Ah Hong, que tomaron las poblaciones de Santiago y la ciudad de Manila por el año 1574. En estas tomas resultaron muertos la mayoría de los españoles, entre ellos Martín de Goiti. Los españoles contraatacaron entonces, llevando refuerzos de Vigan y Cebú bajo el mando de Juan de Salcedo, quien logró apoderarse de las poblaciones y obligó a Lim Ah Hong con sus fuerzas a retirarse a Pangasinan, donde reorganizó sus tropas.
En 1575, Salcedo marchó a Pangasinan, donde sitió la ciudad durante tres meses, tras los que la conquistó y capturó a Lim Ah Hong junto a sus guerreros cerca del río de Pangasinan, a los cuales quemó vivos junto con sus buques en venganza por la muerte de los españoles.
Durante los años posteriores exploró las regiones del norte de Filipinas, especialmente la isla de Luzón, fundando varias ciudades. Murió de fiebre el 11 de agosto de 1576 en su casa de Vigan, en Ilocos Sur .

## Romance con la princesa Kandarapa
Princesa Kandarapa, una princesa local de Tondo, fue objeto de los afectos de Juan. Las leyendas populares locales y un relato escrito por Don Felipe Cepeda, el ayudante de Salcedo, que regresó a Acapulco, cuentan que después de la conquista española de Luzón con la ayuda de mexicanos y visayanos, y su consiguiente toma de control del estado del delta del río Pasig de Hindu Tondo, que fue el anterior estado preeminente en Luzón antes de que el Sultanato de Brunéi estableciera su reino títere, la Manila islámica, para suplantar a Tondo, Juan de Salcedo, que entonces tenía unos 22 años, se enamoró de Dayang-dayang, de 18 años, la Princesa Kandarapa, llamada así por la alondra de los campos de arroz, cuya canción imitaba con su hermosa voz, se decía que era la sobrina de Lakandula, Tondo's Lakan (" Gobernante supremo "). Juan se enamoró, al ver la feminidad de su figura mientras ella y sus doncellas se bañaban en el río Pasig . Su amor estaba completamente en contra de los deseos de sus antepasados, ya que Lakandula quería que su sobrina, Dayang-dayang Kandarapa, se casara con el rajá de Macabebe, lo que Kandarapa no quería porque ya estaba casado varias veces con otras mujeres debido a sus costumbres islámicas. ; y Miguel López de Legazpi querían que su nieto mexicano, Salcedo, se casara con una española pura. El rajá de Macabebe que se enteró del romance en ciernes del rajá Soliman, un rajá musulmán de Manila, se enfureció y gritó:

"Que el sol parta mi cuerpo en dos, que se lo coman los cocodrilos, y mis mujeres me sean infieles, si alguna vez me hago amigo de los españoles.!"
(طارق بن زياد )Tariq Suleyman, Rajah de Macabebe

Tariq Suleyman luego libró la Batalla de Bangkusay contra los españoles, para contrarrestar lo cual, Miguel López de Legazpi envió a Martín de Goiti y Juan de Salcedo al campo de batalla donde mataron a Tariq Solimán con un cañonazo en el pecho, cayendo por la borda a ser devorado por los cocodrilos por los que juró. Posteriormente, los españoles se vieron sobrecargados de botín y prisioneros. Entre los detenidos estaban el hijo y el sobrino de Lakandola, a quienes Legazpi liberó mientras ocultaba su conocimiento de los rajás de la traición de Tondo. De Goiti navegó hasta Bulakan a través de los tortuosos canales del Pampanga, trayendo consigo a Lakandola y a Raja Solimán para instar a los habitantes a que se sometieran. Legazpi encarceló a Lakandola después de que regresara a Tondo sin autorización a pesar de su elocuencia al persuadir a los otros datus para que se unieran a los españoles. Cuando de Goiti y Salcedo regresaron, por supuesto, Salcedo solicitó la libertad de Lakandola, que fue puesto en libertad.
Posteriormente Juan y Kandarapa se casaron en secreto, Juan y Kandarapa intercambiaron cartas y anillos, con la esperanza de que el futuro resolviera sus problemas y les brindara felicidad. Fray Alvarado rápidamente catequizó y bautizó a Kandarapa, junto con muchos otros miembros de la familia de Lakandula, y le dio a Kandarapa el nombre cristiano de Dolores. Kandarapa envió un mensaje a Salcedo dentro de un racimo de flores de loto blanco (La flor de loto es la flor más sagrada en el misticismo tántrico ya que es pura y hermosa a pesar de crecer del barro de su entorno. Es simultáneamente un símbolo principal del dios hindú Vishnu y también está asociado con el budismo zen . ). Sin embargo, la princesa Kandarapa pensó erróneamente que Salcedo le había sido infiel como resultado de la desaprobación de Miguel de Legazpi que envió a su nieto a expediciones lejanas para disuadir su amor por Kandarapa, e incluso mintió que su nieto se casó con la hija del Rajá de Kaog., Santa Lucía. Entonces, ella murió de un corazón roto. Al regresar de sus campañas, Salcedo se enteró de su muerte y, sin embargo, conservó su señal de fidelidad hasta el final. Se dice que cuando murió en Ilocos, tenía en el bolsillo del pecho, las hojas secas de las flores de loto que le dio Kandarapa. Este romance, tal como lo registró Don Felipe Cepeda en México, fue recogido por el jesuita catalán Rev. Padre José Ibáñez, que publicó este romance en España.